# Magaz de Cepeda
Magaz de Cepeda település Spanyolországban, León tartományban. Lakosainak száma 349 fő (2024).

## Földrajza
Magaz de Cepeda Brazuelo, Villagatón, Quintana del Castillo, Villamejil és Villaobispo de Otero községekkel határos.

## Népesség
A település lakosságának változását az alábbi diagram mutatja:
| Lakosok száma | 510  | 467  | 446  | 420  | 397  | 384  | 369  | 359  | 357  | 349  |
|               | 2001 | 2004 | 2007 | 2009 | 2012 | 2014 | 2017 | 2019 | 2022 | 2024 |